# Eeltsje Hiddes Halbertsma

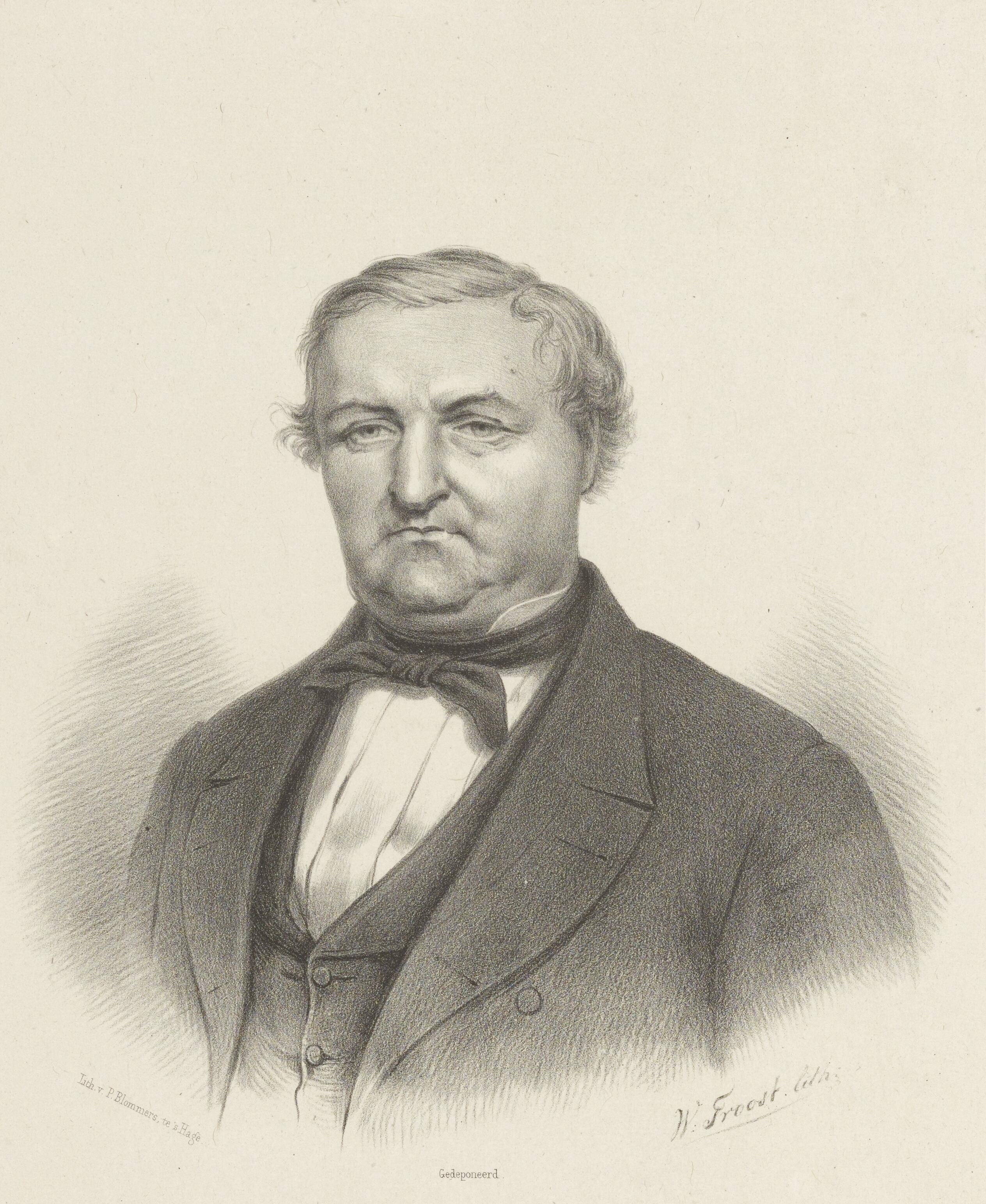
Eeltsje Hiddes Halbertsma

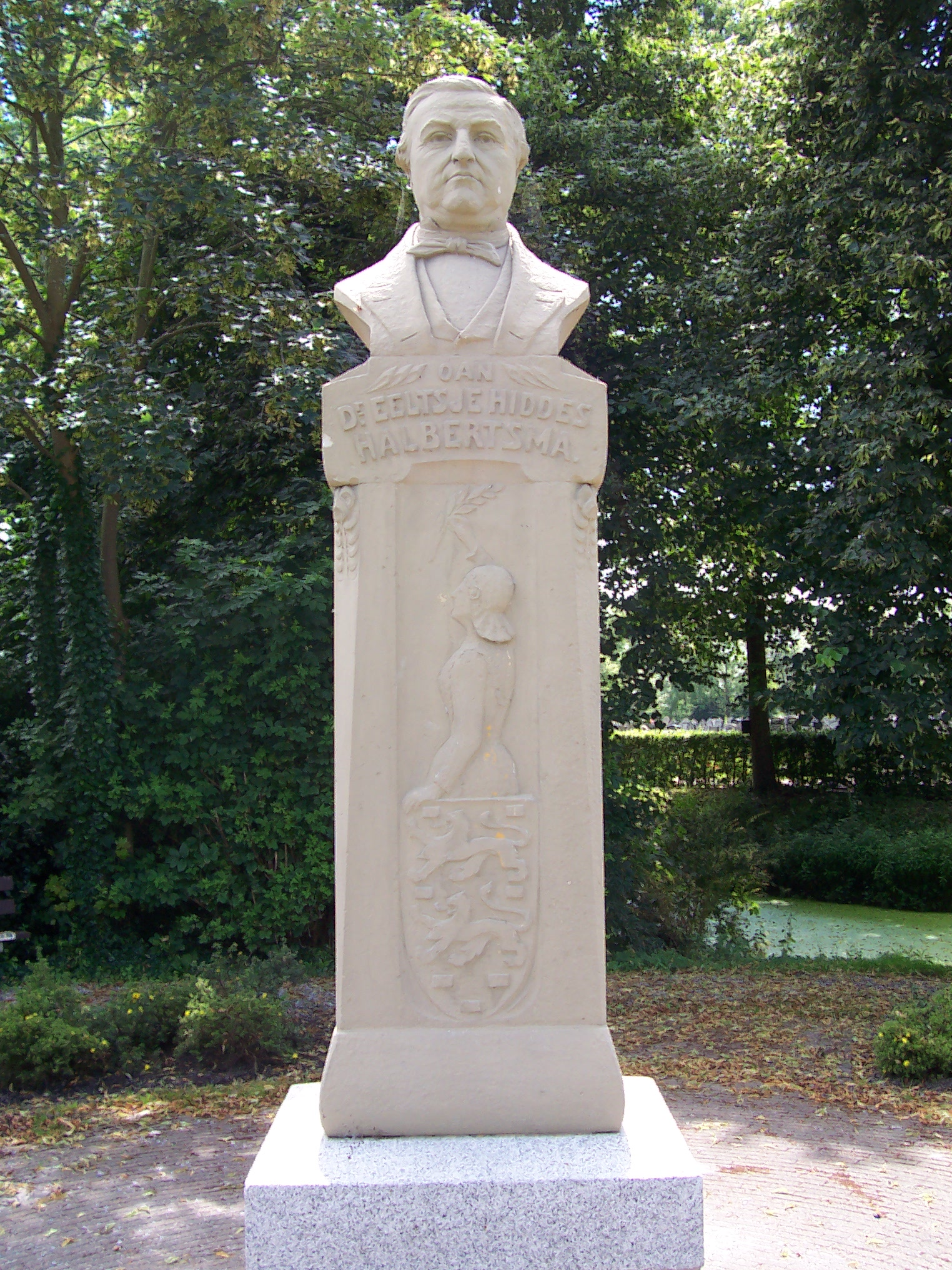
Denkmal für Eeltsje Hiddes Halbertsma in Grou

Eeltsje Hiddes Halbertsma  (* 8. Oktober 1797 in Grou; † 22. März 1858 ebenda) war ein niederländisch-friesischer Schriftsteller. Halbertsma ist der Verfasser der inoffiziellen friesischen Hymne De âlde Friezen.

## Leben
Halbertsma studierte Medizin in Leiden und Heidelberg. Seit 1818 arbeitete er als Arzt in Purmerend und später bis 1854 in seinem Heimatort Grou. Zusammen mit seinen Brüdern Justus und Tsjalling Hiddes Halbertsma rief er die Bewegung der neufriesischen Literatur ins Leben (De Fryske Beweging). Sie waren unter den ersten, die die Ideen der Romantik direkt mit friesischen Volkserzählungen kombinierten. Ihre Sammlung Rimen en Teltsjes (Gedichte und Geschichten) ist bis heute ein westfriesischer Klassiker. 1822 erschien erstmals die westfriesische Liedersammlung De Lapekoer fen Gabe Scroar (Der Lappenkorb von Gabe Schneider). Neben diesen verfasste Eeltsje Halbertsma zahlreiche eigene friesische Erzählungen. 1857 übersetzte er Klaus Groths Gedichtband Quickborn aus dem Niederdeutschen ins Westfriesische.